# Peperomia pichinchae
Peperomia pichinchae är en pepparväxtart som beskrevs av C. Dc.. Peperomia pichinchae ingår i släktet peperomior, och familjen pepparväxter. Inga underarter finns listade i Catalogue of Life.